# U.S. Professional Indoor 1974
Lo U.S. Professional Indoor 1974 è stato un torneo di tennis giocato sintetico indoor. È stata la 7ª edizione dello U.S. Pro Indoor, che fa parte del World Championship Tennis 1974. Si è giocato al Wachovia Spectrum di Filadelfia in Pennsylvania negli Stati Uniti dal 21 al 27 gennaio 1974.

## Campioni

### Singolare maschile
Rod Laver ha battuto in finale  Arthur Ashe con il punteggio di 6–1, 6–4, 3–6, 6–4

### Doppio maschile
Pat Cramer /  Mike Estep hanno battuto in finale  Jean-Baptiste Chanfreau /  Georges Goven con il punteggio di 6–1, 6–1